# Gary Fanelli
Gary Fanelli (* 24. Oktober 1950 in Philadelphia) ist ein Leichtathlet aus Amerikanisch-Samoa.
Er nahm 1988 in Seoul am olympischen Marathonlauf teil und erreichte er den 51. Platz. Seine persönliche Bestzeit von 2:14:17 h stellte er 1980 auf.